# 앤드루 데이비스 (지휘자)

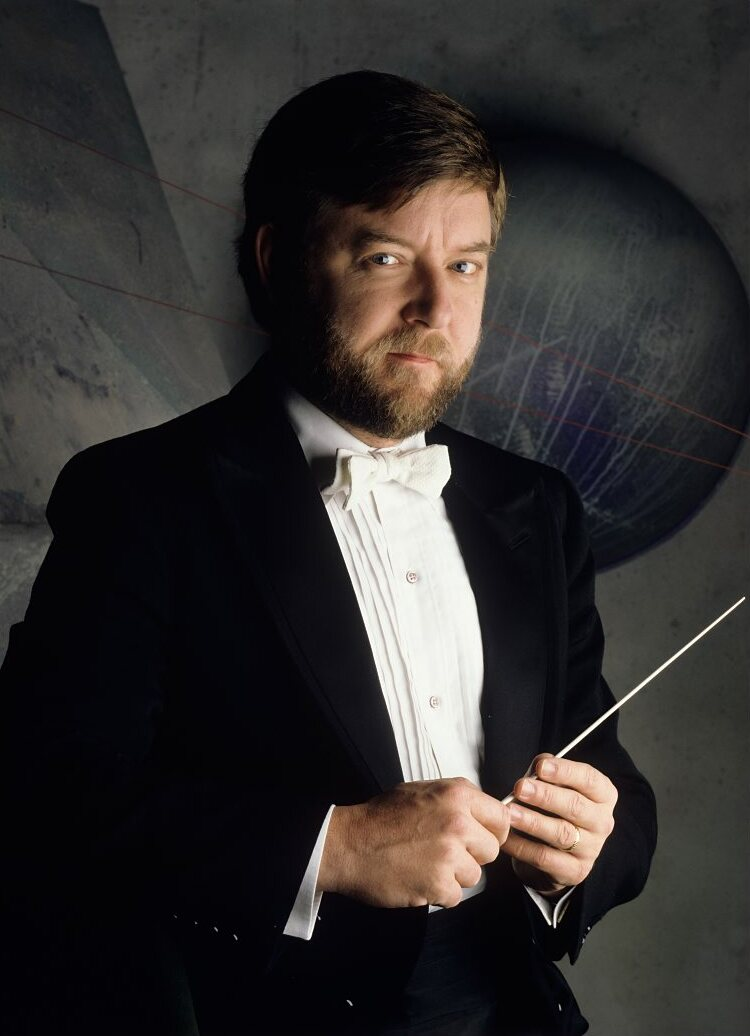
1987년 경 모습

앤드류 데이비스(Andrew Davis, 본명: 앤드류 프랭크 데이비스 경, 본명 영어: Sir Andrew Frank Davis CBE, 1944년 2월 2일~2024년 4월 20일)은 영국의 지휘자였다. 오랫동안 토론토 교향악단, BBC 교향악단, 멜버른 심포니 오케스트라의 수석 지휘자를 역임했다. 1988년부터 2000년까지 글라인드본 페스티벌의 음악 감독을 역임했으며, 특히 Last Night 연설을 포함하여 전통적인 Last Night of The Proms를 지휘한 것으로 유명하다. 2000년부터 2020/21시즌까지 시카고 리릭 오페라의 음악감독이자 수석지휘자를 역임했다.
음악 평론가인 앨런 블리스(Alan Blyth)는 데이비스를 "그가 맡은 임무에 대한 타고난 열정과 헌신으로 인해 기술적 능력이 강화된 지휘자"라고 묘사했다.